# ニッカ橋

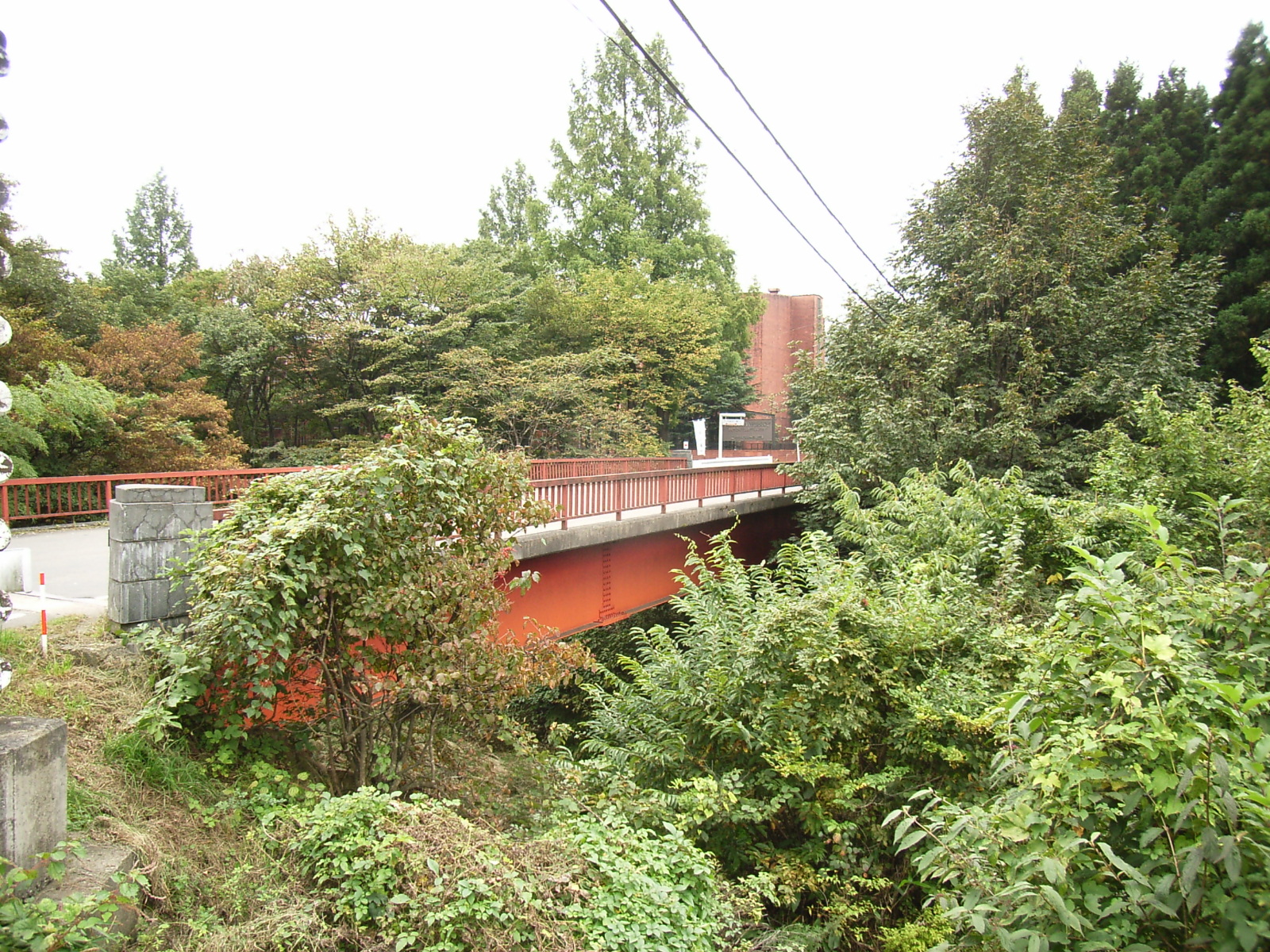
橋の向こうに工場の一部が見える（2005年10月）

ニッカ橋（ニッカばし）は、日本の宮城県仙台市青葉区作並にある広瀬川上流に架かる橋である。

## 解説
ニッカウヰスキーは、1967年に新しく宮城峡蒸溜所を新川の畔に建設することになった。ここは広瀬川沿いに走る国道48号の対岸だったため、工場に直結する橋を当時の宮城郡宮城町により設置したのが当橋であり、新川地区に通じる主要道に連結するなど住民にとっても重要な橋である。
1968年3月31日に竣工。長さ33.8メートル・幅8メートルの橋脚を持たない単純な桁橋である。国道側から橋を渡ると左手が宮城峡蒸溜所である。

## バス停
橋の近くには「ニッカ橋」のバス停があり、仙台市営バスの60系統、63系統、65系統、840系統が停車する。